# Keele-universiteit
De Keele Universiteit (Engels: Keele University) is een openbare universiteit gelegen bij de stad Newcastle-under-Lyme, in het Engelse graafschap Staffordshire. De universiteit is in 1949 opgericht onder de naam Universiteit van Noord-Staffordshire (Engels: University College of North Staffordshire) en had in haar beginjaren een interdisciplinair karakter. De universiteit is gevestigd op het platteland, dicht bij het dorp Keele. In het collegejaar 2006/2007 volgden er ruim twaalfduizend studenten een opleiding op Keele, en werkten er ruim vierhonderd mensen.

## Campus
Het natuurlijke gebied van de universiteit is omgeven met wilde dieren, planten en bomen en 19e-eeuwse architectuur. De universiteit ligt een paar minuten af van Newcastle-under-Lyme en Stoke-on-Trent. Het is iets meer dan een uur rijden met de auto naar grote steden zoals Birmingham, Manchester en Liverpool. Londen kan in ongeveer twee uur worden bereikt per trein. De campus is de thuisbasis van een toenemend aantal academische en residentiële gebouwen. De campus bestaat onder andere uit een astronomisch observatorium, een kunstgalerie, een arboretum, een kapel, winkels en eetgelegenheden waaronder diverse cafés. Tevens beschikt de universiteit sinds kort over een bouwvergunning om de campus uit te breiden. Er zullen nieuwe academische gebouwen, maar ook woongelegenheden worden bijgebouwd om de verhoging van het aantal studenten tegemoet te komen.